# Trevor Cooney
Trevor Cooney, (nacido el 1 de agosto de 1992 en Wilmington, Delaware) es un exjugador de baloncesto estadounidense, con 1,93 metros de estatura, jugaba en la posición de escolta. Su última temporada profesional fue con el Club Basquet Coruña de la LEB Oro.

## Trayectoria deportiva

### Universidad
Fue la temporada 2015-16  el máximo anotador de la Universidad de Syracusa donde militó las cuatro temporadas anteriores, compitiendo en la NCAA. Su último año en la universidad promedió 12.9 puntos, 2.5 rebotes y 2.3 asistencias.

### Profesional
En agosto de 2016 ficha por el Laboral Kutxa Baskonia de la Liga Endesa para realizar la pretemporada. El 10 de noviembre es cortado por el equipo español, firmando dos días después por el SC Rasta Vechta alemán.